# Mercedes-Benz Série L
Le Mercedes-Benz L est une gamme de camions produite par Mercedes-Benz de 1955 à 1995.

## Histoire
En 1969, le groupe Rheinstahl, propriétaire du constructeur de camions Hanomag-Henschel est déclaré en faillite et est racheté à moindre coût en 1970/71 par Daimler-Benz qui conserve le modèle, poursuit sa fabrication et le commercialise, à partir du 21 janvier 1971, sous les noms Mercedes-Benz L206D-L207-L306D & L307. Ce sera un des nombreux rebadgeages du constructeur allemand à l'étoile.
Cette gamme d'utilitaires était distribuée précédemment sous le nom Hanomag série F qui était une simple évolution esthétique des anciens Tempo Matador E dont l'origine remonte à 1949.
Après le rachat de Hanomag-Henschel, Mercedes-Benz remplace l'essieu arrière muni de barres de torsions par un simple essieu rigide monté sur des ressorts à lames. Cette disposition technique a rendu la fabrication plus simple et très peu coûteuse mais ne garantit ni le même confort ni la même bonne tenue de route.
Les moteurs diesel Hanomag sont remplacés par des moteurs Mercedes-Benz OM 615 & 616, 4 cylindres de 1.998 cm³ développant 55 ch DIN (40 kW) et 60 ch (44 kW). Les moteurs à essence Austin Motors de 54 ch (40 kW), puis de 70 ch (55 kW), sont conservés. Le poids total autorisé (PTAC) se situe entre 2.000 et 3.500 kg, selon le modèle. Les fourgons sont aussi proposés en version aménagée en minibus de différentes hauteurs et longueurs. Les carrossiers spécialisés ont transformé les fourgons et équipé des châssis-cabine en camping-cars.
Pour Daimler-Benz, les fourgons Harburger ont représenté un complément bienvenu à sa gamme de fourgons existants puisque le constructeur ne disposait d'aucun modèle de cette taille jusqu'alors. Les véhicules badgés Mercedes ont conservé les désignations L206D, L207, L306D et L307 jusqu'en 1978. Cette gamme a été remplacée en 1977 par la série TN/1.
Pour son successeur, le Mercedes-Benz TN, le constructeur à l'étoile à 3 branches est retombé dans un système archaïque avec propulsion arrière, aussi connu sous le nom "Bremer Transporter", présenté en 1977, avec un châssis inspiré du "Harburger Transporter", à châssis tubulaire. Un utilitaire équipé de la traction avant n'est réapparu au catalogue Mercedes-Benz qu'en 1988, lorsque le constructeur a décidé d'importer d'Espagne le Mercedes-Benz MB100, modèle qui remonte au DKW Schnellaster construit sous licence par IMOSA en Espagne.

## Caractéristiques
Voir article détaillé : Mercedes-Benz L206D - L207 - L306D - L307